# Josef Meixner (strzelec)
Josef Meixner (ur. 7 grudnia 1939 w Bratysławie) – austriacki strzelec sportowy, czterokrotny olimpijczyk.

## Życiorys
Specjalizował się w strzelaniu do rzutków. Startował w konkurencji trap. Startował w niej na igrzyskach olimpijskich w 1964 w Tokio, 1968 w Meksyku, 1972 w Monachium i 1976 w Montrealu. najwyższe miejsce (dziewiąte) zajął w 1964.
Zajął 7. miejsce w trapie na mistrzostwach świata w 1966 w Wiesbaden.

## Wyniki olimpijskie
| Igrzyska | Konkurencja | Wynik                  | Miejsce | Źródło |
| -------- | ----------- | ---------------------- | ------- | ------ |
| IO 1964  | Trap        | 190 punktów (70–70-50) | 9.      | [ 3 ]  |
| IO 1968  | Trap        | 187 punktów (92–95)    | 37.     | [ 4 ]  |
| IO 1972  | Trap        | 186 punktów (68–69–49) | 20.     | [ 5 ]  |
| IO 1976  | Trap        | 178 punktów (65–69–44) | 16.–17. | [ 6 ]  |